# National Football League 1962
La stagione NFL 1962 fu la 43ª stagione sportiva della National Football League, la massima lega professionistica statunitense di football americano. La finale del campionato, il NFL Championship Game si disputò il 30 dicembre 1962 allo Yankee Stadium di New York e vide la vittoria dei Green Bay Packers sui New York Giants per 16 a 7. La stagione iniziò il 16 settembre 1962 e si concluse con il Pro Bowl 1963 che si tenne il 13 gennaio al Los Angeles Memorial Coliseum.

## Modifiche alle regole
- Venne stabilito di vietare qualsiasi presa per la maschera del casco di un avversario.

## Stagione regolare
La stagione regolare si svolse in 14 giornate, iniziò il 16 settembre e terminò il 16 dicembre 1962.

### Risultati della stagione regolare
- V = Vittorie, S = Sconfitte, P = Pareggi, PCT = Percentuale di vittorie, PF = Punti Fatti, PS = Punti Subiti
- Nota: nelle stagioni precedenti al 1972 i pareggi non venivano conteggiati nel calcolo della percentuale di vittorie.

| Eastern Conference    |    |    |   |     |     |     |
| Squadra               | V  | S  | P | PCT | PF  | PS  |
| New York Giants       | 12 | 2  | 0 | 857 | 398 | 283 |
| Pittsburgh Steelers   | 9  | 5  | 0 | 643 | 312 | 363 |
| Cleveland Browns      | 7  | 6  | 1 | 538 | 291 | 257 |
| Washington Redskins   | 5  | 7  | 2 | 417 | 305 | 376 |
| Dallas Cowboys        | 5  | 8  | 1 | 385 | 398 | 402 |
| Saint Louis Cardinals | 4  | 9  | 1 | 308 | 287 | 361 |
| Philadelphia Eagles   | 3  | 10 | 1 | 231 | 282 | 356 |

| Western Conference  |    |    |   |     |     |     |
| Squadra             | V  | S  | P | PCT | PF  | PS  |
| Green Bay Packers   | 13 | 1  | 0 | 929 | 415 | 148 |
| Detroit Lions       | 11 | 3  | 0 | 786 | 315 | 177 |
| Chicago Bears       | 9  | 5  | 0 | 643 | 321 | 287 |
| Baltimore Colts     | 7  | 7  | 0 | 500 | 293 | 288 |
| San Francisco 49ers | 6  | 8  | 0 | 429 | 282 | 331 |
| Minnesota Vikings   | 2  | 11 | 1 | 154 | 254 | 410 |
| Los Angeles Rams    | 1  | 12 | 1 | 77  | 220 | 334 |

## La finale
La finale del campionato, il NFL Championship Game si disputò il 30 dicembre 1962 allo Yankee Stadium di New York e vide la vittoria dei Green Bay Packers sui New York Giants per 16 a 7.

## Vincitore
| Vincitori del campionato NFL 1962 Green Bay Packers 8º titolo |

## Premi individuali
| MVP della NFL        | Jim Taylor, Running Back, Green Bay |
| Allenatore dell'anno | Allie Sherman, N.Y. Giants          |